# Glehnia littoralis
Glehnia es un género monotípico de plantas herbáceas perteneciente a la familia de las apiáceas.  Su única especie Glehnia littoralis, se encuentra en Asia.

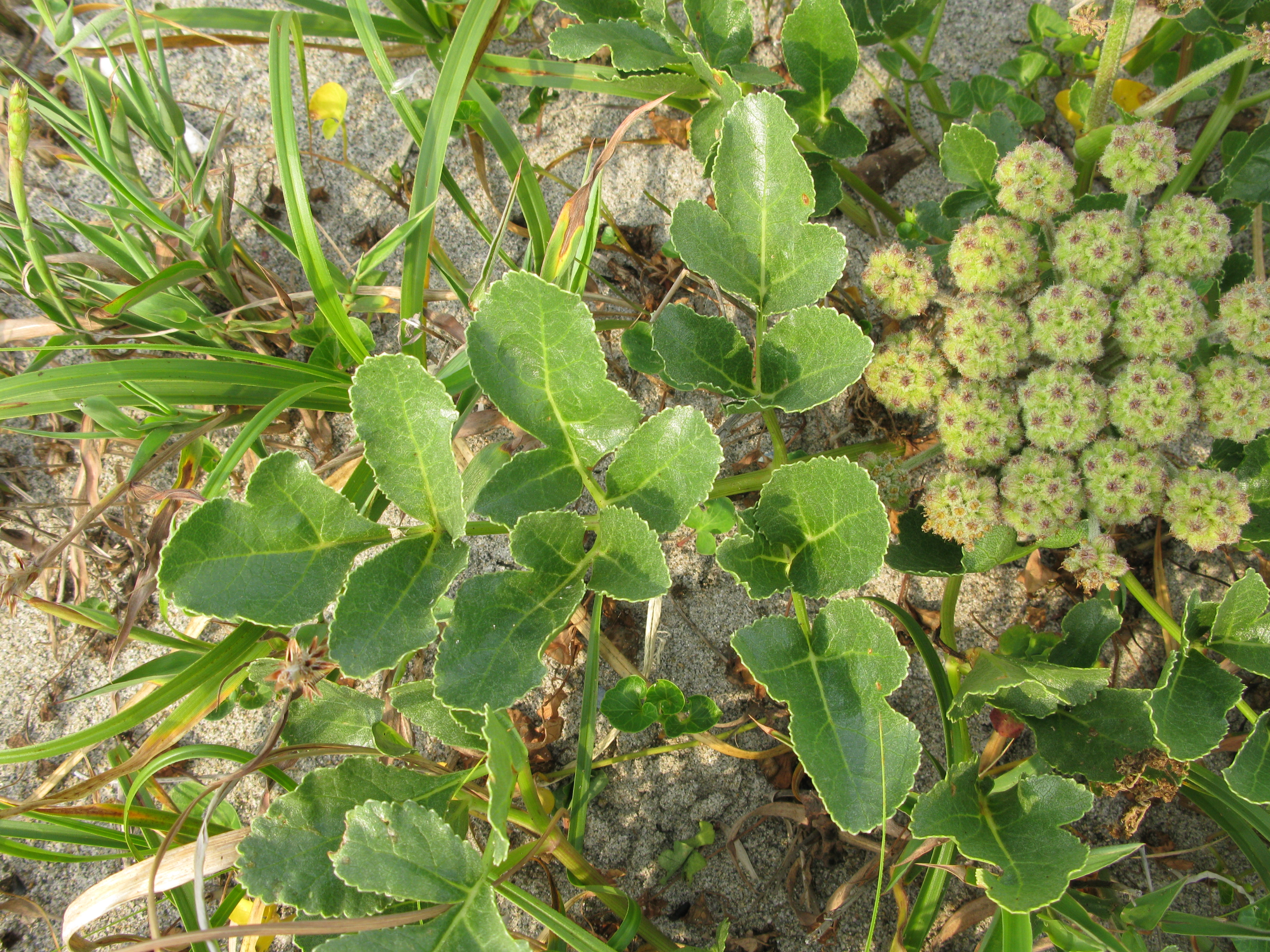
Vista de la planta

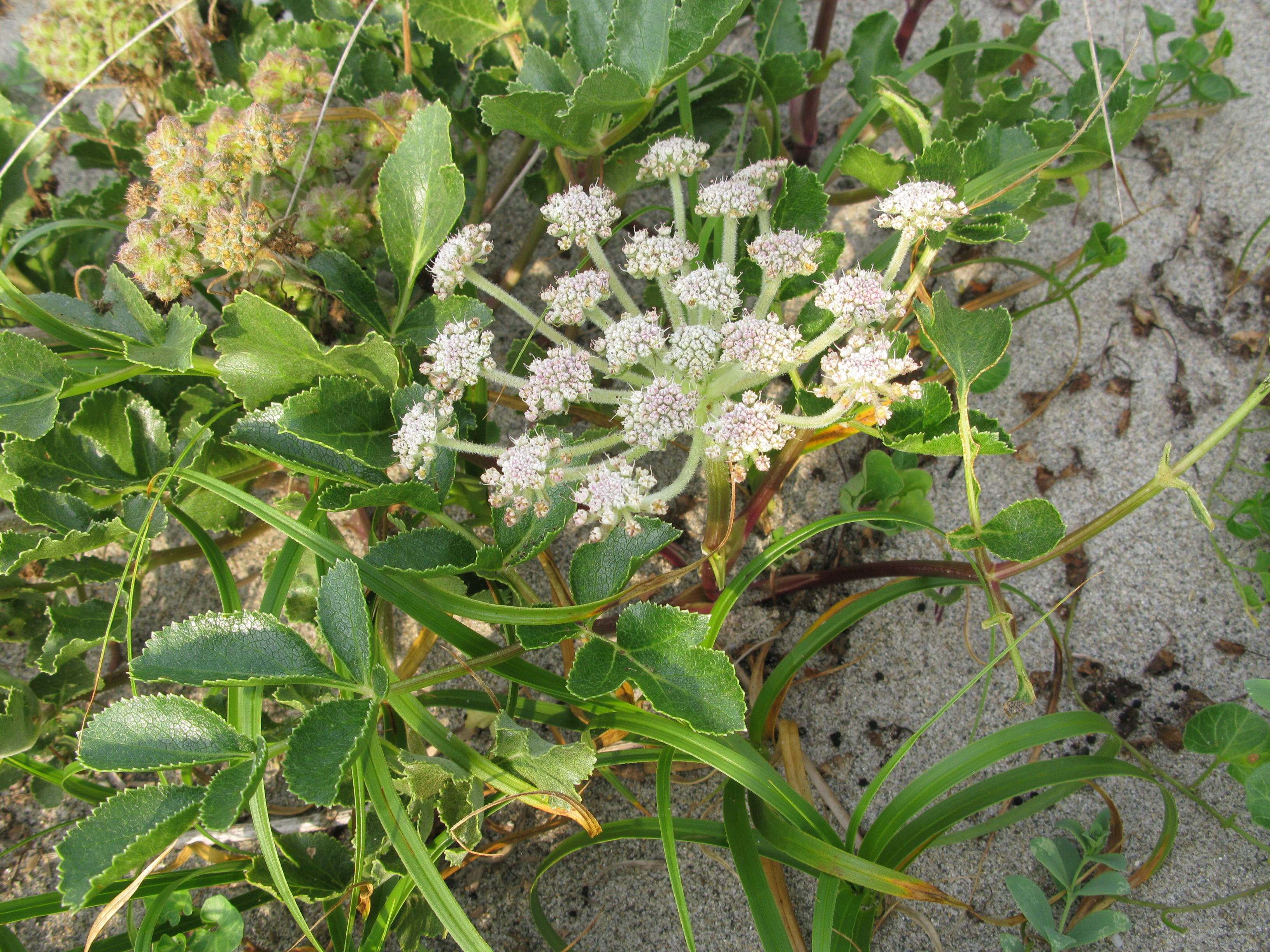
En su hábitat

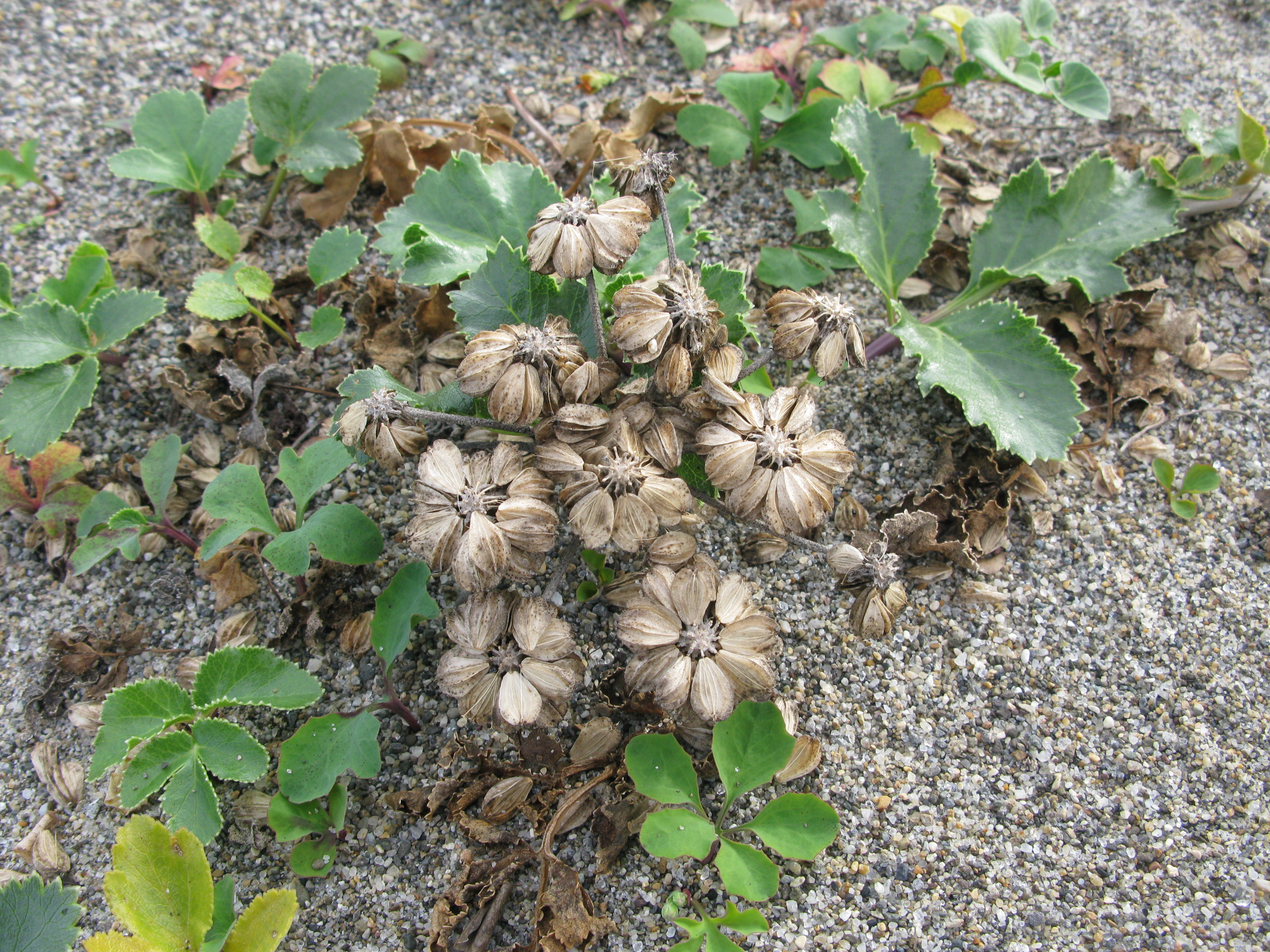
Planta en flor

## Descripción
Es una hierba perennifolia que alcanza un tamaño de 20-70 cm de altura. Con raíces alargadas, cilíndricas o fusiformes, de 20-70 × 0'5-1'5 cm, de color blanco amarillento. Las hojas inferiores son basales y largo pecioladas, de 5-15 cm; hoja ancha ovadas, 1-2 ternadas; últimos segmentos oblongos a obovados, de 1-6 × 0'8-3'5 cm, escabrosos a lo largo de los nervios, inciso-serradas de color con márgenes blancos cartilaginosos, ápice obtuso redondeado. Las inflorescencias en umbelas de 3-6 cm de ancho; pedúnculos de 2-6 cm; rayos 8-16, 1-3 cm, desiguales; bractéolas linear-lanceoladas; pedicelos de 15-20. Cáliz con dientes 0.5-1 mm. Fruto 6-13 x 6-10 mm. Fl. y fr. Jun-agosto. Tiene un número de cromosomas de n = 11 *.

## Distribución y hábitat
Se encuentra en las playas de arena, también se cultiva en suelos arenosos; a una altitud de 50-100 metros en Fujian, Cantón, Hebei, Jiangsu, Liaoning, Shandong, Taiwán, Zhejiang en China y en Japón, Corea y Rusia.

## Usos
Las raíces se utilizan en la medicina tradicional china para el tratamiento de la tos.

## Taxonomía
Glehnia littoralis fue descrita por F.Schmidt ex Miq. y publicado en Annales Museum Botanicum Lugduno-Batavi 3: 61. 1867.
Etimología
Glehnia: nombre genérico nombrado en honor del botánico ruso Peter von Glehn.
littoralis: epíteto latíno que significa "cercano al mar, del litoral".
Subespecies
- Glehnia littoralis subsp. leiocarpa (Mathias) Hultén

Sinonimia
- Cymopterus glaber (A.Gray) Black
- Cymopterus littoralis J.G.Cooper & A.Gray
- Phellopterus littoralis (A. Gray) F. Schmidt
- Phellopterus littoralis (F. Schmidt ex Miq.) Benth.	[3]

subsp. leiocarpa (Mathias) Hultén
- Glehnia leiocarpa Mathias